# Zwitsers voetbalkampioenschap 1919/20
In 1919/20 werd het 23e seizoen van het nationale voetbalkampioenschap in Zwitserland georganiseerd.

## Modus
De Serie A werd, in drie geografische groepen verdeeld. Voor een overwinning kreeg een team twee punten en voor een gelijkspel een. De drie winnaars bekampten elkaar onderling voor de landstitel. De kampioen van de Serie B speelde tegen de laatste een wedstrijd voor behoud/promotie.

## Voorronde

### Oost
| Pl | Club                    | Wed | W  | G | V | DV | DT | Ptn |
| -- | ----------------------- | --- | -- | - | - | -- | -- | --- |
| 1  | Grasshopper Club Zürich | 14  | 10 | 2 | 2 | 33 | 13 | 22  |
| 2  | FC Zürich               | 14  | 9  | 4 | 1 | 37 | 13 | 22  |
| 3  | FC St. Gallen           | 14  | 7  | 2 | 5 | 28 | 21 | 16  |
| 4  | FC Winterthur-Veltheim  | 14  | 6  | 2 | 6 | 29 | 24 | 14  |
| 5  | Brühl St. Gallen        | 14  | 5  | 2 | 7 | 22 | 31 | 12  |
| 6  | Neumünster Zürich       | 14  | 5  | 2 | 7 | 22 | 34 | 12  |
| 7  | Young Fellows Zurich    | 14  | 2  | 4 | 8 | 19 | 40 | 8   |
| 8  | Blue Stars Zurich       | 14  | 0  | 6 | 8 | 22 | 36 | 6   |

- Play-offwedstrijd: Grasshopper Club Zürich 2-1 FC Zürich

### Centraal
| Pl | Club               | Wed | W  | G | V  | DV | DT | Ptn |
| -- | ------------------ | --- | -- | - | -- | -- | -- | --- |
| 1  | Young Boys Bern    | 14  | 12 | 2 | 0  | 41 | 13 | 26  |
| 2  | FC Basel           | 14  | 7  | 4 | 3  | 32 | 20 | 18  |
| 3  | FC Aarau           | 14  | 6  | 4 | 4  | 24 | 14 | 16  |
| 4  | FC Nordstern Basel | 14  | 7  | 2 | 5  | 21 | 18 | 16  |
| 5  | Old Boys Basel     | 14  | 5  | 2 | 7  | 19 | 30 | 12  |
| 6  | FC Luzern          | 14  | 4  | 3 | 7  | 18 | 28 | 11  |
| 7  | FC Bern            | 14  | 4  | 1 | 9  | 19 | 30 | 9   |
| 8  | FC Biel-Bienne     | 14  | 1  | 2 | 11 | 15 | 36 | 4   |

### West
| Pl | Club                     | Wed | W  | G | V | DV | DT | Ptn |
| -- | ------------------------ | --- | -- | - | - | -- | -- | --- |
| 1  | Servette FC Genève       | 14  | 11 | 0 | 3 | 42 | 24 | 22  |
| 2  | Etoile La Chaux-de-Fonds | 14  | 8  | 4 | 2 | 51 | 22 | 20  |
| 3  | FC La Chaux-de-Fonds     | 14  | 5  | 3 | 6 | 31 | 29 | 13  |
| 4  | Cantonal Neuchatel       | 14  | 4  | 5 | 5 | 28 | 35 | 13  |
| 5  | FC Genève                | 14  | 3  | 6 | 5 | 20 | 31 | 12  |
| 6  | FC Fribourg              | 14  | 4  | 4 | 6 | 18 | 28 | 12  |
| 7  | Montriond Lausanne       | 14  | 3  | 4 | 7 | 21 | 33 | 10  |
| 8  | Montreux-Narcisse        | 14  | 2  | 6 | 6 | 15 | 24 | 10  |

## Promotie/Degradatie
Aangezien de tweede ploeg van Nordstern Basel kampioen van de Serie B werd was er geen promotie of degradatie dit seizoen.

## Finale
| Pl | Club                    | Wed | W | G | V | DV | DT | Ptn |
| -- | ----------------------- | --- | - | - | - | -- | -- | --- |
| 1  | Young Boys Bern         | 2   | 1 | 1 | 0 | 4  | 0  | 3   |
| 2  | Servette FC Genève      | 2   | 1 | 0 | 1 | 2  | 5  | 2   |
| 3  | Grasshopper Club Zürich | 2   | 0 | 1 | 1 | 1  | 2  | 1   |

1897/98 ·
1898/99 ·
1899/00 ·
1900/01 ·
1901/02 ·
1902/03 ·
1903/04 ·
1904/05 ·
1905/06 ·
1906/07 ·
1907/08 ·
1908/09 ·
1909/10 ·
1910/11 ·
1911/12 ·
1912/13 ·
1913/14 ·
1914/15 ·
1915/16 ·
1916/17 ·
1917/18 ·
1918/19 ·
1919/20 ·
1920/21 ·
1921/22 ·
1922/23 ·
1923/24 ·
1924/25 ·
1925/26 ·
1926/27 ·
1927/28 ·
1928/29 ·
1929/30 ·
1930/31 ·
1931/32 ·
1932/33 ·
1933/34 ·
1934/35 ·
1935/36 ·
1936/37 ·
1937/38 ·
1938/39 ·
1939/40 ·
1940/41 ·
1941/42 ·
1942/43 ·
1943/44 ·
1944/45 ·
1945/46 ·
1946/47 ·
1947/48 ·
1948/49 ·
1949/50 ·
1950/51 ·
1951/52 ·
1952/53 ·
1953/54 ·
1954/55 ·
1955/56 ·
1956/57 ·
1957/58 ·
1958/59 ·
1959/60 ·
1960/61 ·
1961/62 ·
1962/63 ·
1963/64 ·
1964/65 ·
1965/66 ·
1966/67 ·
1967/68 ·
1968/69 ·
1969/70 ·
1970/71 ·
1971/72 ·
1972/73 ·
1973/74 ·
1974/75 ·
1975/76 ·
1976/77 ·
1977/78 ·
1978/79 ·
1979/80 ·
1980/81 ·
1981/82 ·
1982/83 ·
1983/84 ·
1984/85 ·
1985/86 ·
1986/87 ·
1987/88 ·
1988/89 ·
1989/90 ·
1990/91 ·
1991/92 ·
1992/93 ·
1993/94 ·
1994/95 ·
1995/96 ·
1996/97 ·
1997/98 ·
1998/99 ·
1999/00 ·
2000/01 ·
2001/02 ·
2002/03 ·
2003/04 ·
2004/05 ·
2005/06 ·
2006/07 ·
2007/08 ·
2008/09 ·
2009/10 ·
2010/11 ·
2011/12 ·
2012/13 ·
2013/14 ·
2014/15 ·
2015/16 ·
2016/17 ·
2017/18 ·
2018/19 ·
2019/20 ·
2020/21 ·
2021/22 ·
2022/23